# Tuğra

Az animáció II. Mahmud oszmán szultán tuğrájának felépítését mutatja:„Mahmud Han bin Abdulhamid muzaffer daima” vagyis „Mahmud Kán, Abdulhamid fia, az örökké győzedelmes”

A tuğra, vagy magyar átiratban tugra, (طغراء; ejtsd: [tu:ra]) az oszmán szultánok kalligrafikus pecsétje vagy monogramja, névjegye, melyet a szultáni rendeletek, parancsok (fermánok) és kinevezési, adományozási okmányok (berátok) hitelesítésére használtak, a mai dokumentumokon szereplő aláírásnak megfelelően. Ezeket a színes emblémákat az udvari kalligráfusok (neshani) készítették el. Az európai uralkodói pecsétekhez hasonlóan a tuğrát is használták pénzérméken és bélyegeken.

## Története
A török szultánok közül elsőként, 1324-től Orhán oszmán szultán használta, még viszonylag egyszerű formában: az ő tuğrája csak az ő és az apja nevét tartalmazta. A han (kán) címet először I. Bajazid oszmán szultán tuğrájában szerepeltették, II. Mehmed oszmán szultán felirata pedig így szólt: A mindig győzedelmes Mehmed kán, Murad fia.
A tuğrák a századok során egyre díszesebbé váltak, a leglátványosabbak a 18. század elején készültek. A kalligráfia műfajából következően kisebb-nagyobb mértékben, az adott kereteken belül, ugyanazon szultán egyes tuğrái is különböztek egymástól. Az utolsó hivatalos török tuğrakészítő Iszmail Hakki Altinbezer (1869-1946) volt.
A tuğra hasonló szerepet töltött be mint Egyiptomban a névgyűrűk (kártus). A tuğra más türk népeknél is használatban volt, később a tatárok és az Orosz Birodalom uralkodói is használták.
Ma is vannak kalligráfusok, akik a tuğra műfajával foglalkoznak, így például Vlagyimir Popov tatárföldi orosz művész egy sor mai vezető politikus (Putyin, Obama, Akihito japán császár) tuğráját is elkészítette, ábrázolni igyekezve az illetők személyiségét is.

## Felépítése
A tuğra helye a dokumentumokon az első lap tetején, a Koránból származó kezdőmondat felett volt. Feltétlenül szükséges tartalmaznia a szultán és az apja nevén kívül az uralkodói címet és egy imádság egy mondatát, uralkodói jelmondatként.
A bal oldalon egymásban elhelyezett két ovális hurok-forma neve bejzi, és azt jelképezik, hogy a birodalom két kontinensen, Európában és Ázsiában terül el. A középen található három oszlopszerű kiemelkeés neve tug, és a Fekete-tengert, a Márvány-tengert és a Földközi-tengert jelképezik. További állandó jellegű dekoratív elemek – függetlenül attól, hogy a betűk végül is milyen szöveget jelenítenek meg – a középen balra hajló ágak (zülfe) is, valamint a széleket dekoráló virágok vagy zászlócskák.